# ジェームズ・スタンリー (第10代ダービー伯爵)
第10代ダービー伯爵ジェームズ・スタンリー（英語: James Stanley, 10th Earl of Derby PC、1664年7月3日 – 1736年2月1日）は、イギリスの貴族、政治家。1702年までジェームズ・スタンリー閣下の儀礼称号を使用した。

## 生涯
第8代ダービー伯爵チャールズ・スタンリーとドロシア・ヘレナ・カークホーヴェン（Dorothea Helena Kirkhoven）の次男として、1664年7月3日に生まれた。セント・ポールズ・スクールで教育を受け、1685年イングランド総選挙では兄にあたる第9代ダービー伯爵ウィリアム・スタンリーの意思を受けてクリセロー選挙区から出馬、庶民院議員に当選した。その後は1689年イングランド総選挙でプレストン選挙区に、1690年イングランド総選挙でランカシャー選挙区に鞍替えして、いずれも当選を果たした。議会では常にホイッグ党の一員として投票した。1689年から1702年までウィリアム3世の寝室宮内官を務めた。
しかし、ジェームズ・スタンリーは軍人の道を歩み、1688年に大尉として従軍、以降1692年に大佐に、1702年に准将に、1704年に少将に昇進した。彼は大同盟戦争ではアイルランドとフランドルを転戦、1693年のネールウィンデンの戦いと1695年のナミュール包囲戦に参戦した。
1702年11月5日、兄の死去に伴いダービー伯爵を継承した。1706年6月10日に枢密顧問官に任命され、同年から1710年までランカスター公領大臣を務め、また1702年から1710年までランカシャー統監を、1702年から1712年までランカシャー副提督務めた。1710年のランカスター公領大臣とランカシャー統監罷免に伴い政界から離れたが、1714年にランカシャー統監に復帰、1715年から1723年まで国王親衛隊隊長を務めるなど名誉職はつづけた。1732年、ストレンジ男爵を継承した。1707年から1708年と1734年から1735年の2度にわたってリヴァプール市長を務めた。
1736年2月1日にノウズリーで死去、オームズカークで埋葬された。マン島領主とストレンジ男爵は第2代アソル公爵ジェームズ・マレーが、ダービー伯爵は第5代準男爵サー・エドワード・スタンリーが継承した。

## 家族
1705年2月、メアリー・モーリー（Mary Morley、1667年 – 1752年3月29日、ウィリアム・モーリーの娘）と結婚、1男をもうけた。
- ウィリアム（1710年1月31日 – 3月4日）